# Таможенная политика
Таможенная политика — часть внешнеторговой деятельности государства, регламентирующая объем, структуру и условия экспорта и импорта товаров. Одной из форм проявления таможенной политики является таможенный протекционизм, усиливающийся в период экономических кризисов. В этот период вводятся высокие таможенные пошлины на импортные товары и, как правило, льготные таможенные пошлины на экспортную продукцию. В последние десятилетия наряду с таможенными пошлинами широко применяются нетарифные методы ограничения импорта: квотирование, стандарты качества и экологической чистоты.

## История
До XX века многие страны проводили протекционистскую таможенную политику. Но в 1910-1920-е годы в Западной Европе и США (в меньшей степени) происходило снижение импортных пошлин. 
В 1929-1930 годах началась Великая депрессия. В 1930 году в США был принят закон Смута-Хоули, на основании которого ставки импортных таможенных пошлин достигли самого высокого уровня за 100 с лишним лет. Результатом стала ответная реакция других государств, поднявших пошлины на американские товары, что привело к резкому падению торгового оборота между США и европейскими странами и окончательно столкнуло экономику в Великую депрессию. В Западной Европе средний уровень импортных пошлин вырос с 25% (1929 г.) до 40% (1931 г.), в США — с 37% (в 1927 г.) до 55%.
После этого основополагающим принципом политики США стало сокращение таможенных тарифов и всяческих торговых барьеров. США стали инициатором заключения в 1947 году Генерального соглашения о тарифах и торговле (ГАТТ).
Пытаясь преодолеть протекционистские барьеры, некоторые государства издавна вступали в двусторонние переговоры о таможенных тарифах. Так, например, Аргентине удалось договориться с Великобританией о ввозе своего мяса на преференциальной основе в обмен на либерализацию допуска в Аргентину британских промышленных изделий. Перед Второй мировой войной США и Великобритания пытались договориться о взаимном снижении импортных тарифов. Однако большая  часть таких переговоров оставалась малоэффективной и требовала неоправданно много времени. Появление ГАТТ позволило проводить многосторонние переговоры о таможенных тарифах, что оказалось более эффективным. В результате с 1947 по 1994 годы средний уровень импортной таможенной пошлины на промышленные товары сократился примерно в 10 раз, и к 1994 году составлял менее 4%. Это способствовало росту мировой торговли, объем которой за этот период увеличился почти в 20 раз.
Однако следует отметить, что развитые страны, в первую очередь США, Канада и Европейский союз, по инициативе местных компаний часто предпринимали антидемпинговые расследования и расследования, касающиеся использования субсидий другими странами, что приводило к введению антидемпинговых и компенсационных таможенных пошлин. Например, в марте 2002 года США под давлением американских сталелитейных компаний подняли импортные тарифы до 30% на сталелитейную продукцию продукцию из десяти стран. В ответ Европейский союз поставил вопрос о применении торговых санкций в размере 371 млн долл. Столкнувшись с протестами предприятий-потребителей и давлением со стороны ЕС, власти США пошли на уступки. 
Пришедший к власти в США в 2017 году президент Д. Трамп провозгласил откровенно протекционистскую политику. В итоге США вышли из Транстихоокеанского партнерства в январе 2017 года, а в июне 2018 года были введены необоснованные, с точки зрения правил ВТО, импортные пошлины на сталь и алюминий в отношении ЕС, Канады, Китая, России и ряда других стран. Началась торговая война США с Китаем.